# Трёхозёрная
Трёхозёрная — деревня в Талицком городском округе Свердловской области, Россия.

## Географическое положение
Деревня Трёхозёрная муниципального образования «Талицкого городского округа» Свердловской области находится в 42 километрах (по автотрассе в 55 километрах) к югу от города Талица, между озером Питное и озером Дальнее.

## Флоро-Лаврская церковь
В 1911 году была построена деревянная, однопрестольная церковь, которая была освящена во имя мучеников Флора и Лавра. церковь была закрыта в 1930-е годы.

## Население
| 2002 | 2010 | 2021 |
| ---- | ---- | ---- |
| 502  | ↘360 | ↘243 |